# Sauro Succi
Sauro Succi (...) è un fisico italiano, noto per i suoi contributi alla fisica computazionale. In particolare è uno dei principali sviluppatori dei metodi reticolari di Boltzmann in fluidodinamica e in fisica della materia soffice.

## Biografia
Succi, figlio del noto ciclista Luciano Succi (seguace di Coppi) si è laureato in ingegneria nucleare nel 1979 presso l'Università di Bologna, e ha poi conseguito il dottorato di ricerca in fisica del plasma presso la Scuola politecnica federale di Losanna (Svizzera) nel 1987.
Dal 1986 al 1995 ha lavorato come ricercatore presso il centro di calcolo scientifico e ingegneristico dell'IBM a Roma, passando poi all'Istituto per le Applicazioni del Calcolo del CNR, spostandosi infine nel 2018 al Center for Life Nano- & Neuro-Science dell'Istituto Italiano di Tecnologia, sempre a Roma. È inoltre affiliato a numerosi enti di ricerca all'estero, come il dipartimento di fisica dell'Università di Harvard.

## Ricerca
Succi si è occupato di fisica del plasma, flussi turbolenti, teoria cinetica, fluidi quantistici (come superfluidi e condensati di Bose-Einstein) e relativistici, e materia soffice, da un punto di vista computazionale.
In particolare è noto per essere uno dei principali sviluppatori dei metodi reticolari di Boltzmann, in cui l'integrazione numerica delle equazioni di Navier-Stokes (o di altre equazioni analoghe) è sostituita da quella dell'equazione di Boltzmann, sui quali ha pubblicato due importanti monografie. Fra gli altri lavori, si segnala ad esempio il contributo alla scoperta dell'extended self similarity in turbolenza.

## Premi e riconoscimenti
- Eletto fellow dell'American Physical Society nel 1998.[1]
- Premio Humboldt per la fisica nel 2002.
- Cattedra Killam dell'Università di Calgary (Canada) nel 2005.
- Cattedra Raman dell'Accademia delle Scienze Indiana nel 2011-12.
- Eletto membro dell'Academia Europæa nel 2015.[7]
- Premio Aneesur Rahman per la fisica computazionale dell'APS nel 2017.[1]
- ERC Advanced Grant COPMAT (Computational Design of Mesoscale Porous Materials) nel 2017.
- Sigillum Magnum, Università di Bologna nel 2018.
- Premio Berni J. Alder CECAM nel 2019.[8]
- Professore Onorario, University College London nel 2022.
- Eugenio Beltrami Senior Scientist prize nel 2023.[9]

- Co-recipiente del Premio Aspen Institute Italia 2024 per la collaborazione scientifica tra Italia e Stati Uniti.[10]
- Vincitore di quattro progetti dell'European Research e European Innovation Council (2017, 2022, 2024,2025).
- Associate Member dell'Higgs Center for Theoretical Physics, Edinburgh University (2025)